# Prosoplus dentatus
Prosoplus dentatus är en skalbaggsart som först beskrevs av Olivier 1792.  Prosoplus dentatus ingår i släktet Prosoplus och familjen långhorningar.
Artens utbredningsområde är Madagaskar. Inga underarter finns listade i Catalogue of Life.